# OKI C300
OKI C300 — серія настільних світлодіодних принтерів виробництва компанії OKI для повнокольорового друку і формату А4. Призначені для використання в малих робочих групах, переважно для монохромного друку, а кольорового — лише періодично.
Лінійка включає принтери OKI C301dn і OKI C321dn, що відрізняються тим, що другий має підтримку PCL і PostScript, що забезпечує комфортний друк зображень, у тому числі з графічних застосунків.

## Особливості
Дозволяє працювати з носіями: від А6 до банерів довжиною 1320 мм при щільності до 220 г/мм2.
У стандартній комплектації передбачені двосторонній друк (дуплекс) і мережевий інтерфейс.
Використовується світлодіодна технологія і дрібнодисперсний тонер.

## Технічні характеристики
| Принтер                          | С301dn | C321dn |
| -------------------------------- | --- | --- |
| Швидкість друку A4, стор./хв.    | 20 стор./хв. — кольорова, 22 стор./хв. — монохромна                                                                                         | 20 стор./хв. — кольорова, 22 стор./хв. — монохромна                                                                                               |
| Час виходу першої сторінки, сек. | 9 — кольорова; 8,5 — чорно-біла | 9 — кольорова; 8,5 — чорно-біла |
| Швидкість нагріву, сек.          | До 60 сек від включення та до 32 сек з режиму економії енергії                                                                              | До 60 сек від включення та до 32 сек з режиму економії енергії                                                                                    |
| Частота процесора, МГц           | 266 | 532 |
| Стандартні інтерфейси            | USB 2.0 High Speed, 10/100 TX Ethernet | USB 2.0 High Speed, 10/100 TX Ethernet |
| Мови, що підтримуються           | Хост-друк під управлінням Windows / Mac (GDI)                                                                                               | PCL6 (XL3.0 и PCL5c), емуляція PostScript 3, SIDM (IBM-PPR, EPSON-FX)                                                                             |
| Роздільна здатність, dpi         | 1200х600 600х600 | 1200х600 600х600 |
| Міскість лотків (при 80 г/м2)    | Лоток 1: 250 листів; Багатоцільовий лоток: 100 листів                                                                                       | Лоток 1: 250 листів; Багатоцільовий лоток: 100 листів                                                                                             |
| ОЗП, МБ                          | 64 | Стандартно: 128 Максимально: 640 |
| Енергоспоживання, Вт             | Робота: 480; Пікове: 1170; Режим очікування: 80; Режим економії енергії: <9.5Вт; Режим глибокого сну: <2.5Вт; Режим автовідключення: <0.5Вт | Робота: 480Вт; Пікове: 1170Вт; Режим очікування: 90Вт; Режим економії енергії: <9.5Вт; Режим глибокого сну: <1.5Вт; Режим автовідключення: <0.5Вт |
| Рівень шуму, dB(A)               | В роботі: <52; В режимі очікування: 35; Режим економії енергії: беззвучно                                                                   | В роботі: <52; В режимі очікування: 35; Режим економії енергії: беззвучно                                                                         |
| Габарити, мм                     | 242 x 410 x 504 (ВхШхГ) | 242 x 410 x 504 (ВхШхГ) |
| Маса, кг                         | 22 | 22 |
| Навантаження, стор./міс.         | Максимальна: 30000 Рекомендована: 2000 | Максимальна: 30000 Рекомендована: 2000 |

## Схожі моделі
- Xerox Phaser 6010N
- Brother HL-3040CN
- HP LaserJet Pro 200 M251n
- HP LaserJet Pro 300 Color MFP M375nw
- HP LaserJet M276n
- Xerox Phaser 6500DN